# Masters Tournament 2011
De Masters is een internationaal golftoernooi dat in 2011 plaatsvond van 7 tot 10 april, wederom op de Augusta National Golf Club. Het was de 75ste editie van het toernooi.
Anno 2011 worden spelers uitgenodigd afhankelijk van hun voormalige prestaties. Niet alle spelers die volgens een bepaalde categorie mochten meedoen, zouden de uitnodiging aannemen wegens ouderdom of ziekte.
Op het moment van het toernooi stonden vijf Europese spelers aan de top-6 van de wereldranglijst: 1 = Martin Kaymer, 2 = Lee Westwood, 4 = Luke Donald, 5 = Graeme McDowell en 6 = Paul Casey. Geen van hen had eerder de Masters gewonnen.

## Verloop

### Ronde 1
Arnold Palmer (81 jaar) en Jack Nicklaus (71 jaar) mochten het toernooi openen door van de eerste tee af te slaan.
De eerste birdie van deze Masters werd gemaakt door Sean O'Hair, waardoor hij na hole 3 aan de leiding stond. Ruim een uur later werd hij ingehaald door Ross Fisher, die op hole 8 zijn tweede birdie maakte, en door Retief Goosen, die met een eagle op hole 1 begon. Na negen holes stond Rory McIlroy, die nu zijn 10de Major speelt, met -4 op de 2de plaats achter Goosen. De derde plaats werd gedeeld door zes spelers. McIlroy kwam binnen met -7 en stond daarmee aan de leiding totdat Y E Yang op hole 16 ook op -7 kwam. Daarna maakte Yang echter nog twee bogeys. Alvaro Quiros eindigde met twee birdies, en deelt nu de eerste plaats. Hij speelt zijn 3de Masters maar miste in 2009 en 2010 de cut.
De winnaars van de laatste US amateurskampioenschappen worden vaak ingedeeld met beroemde spelers. Zo speelt Ricky Barnes met Tom Watson, David Chung met Sandy Lyle en Peter Uihlein met Phil Mickelson. David Chung, Hideki Matsuyama, Peter Uihlein waren de beste amateurs, zij maakten 72.

### Ronde 2
Een aantal spelers die boven in de wereldranglijst stonden, haalden niet het weekend. Ian Woosnam maakte +6 en +5, Martin Kaymer begon ook met +6 en maakte nu een ronde van 72. De Amerikaan Jason Day speelde een ronde van -8, destijds het toernooirecord, en steeg van de 51ste naar de 2de plaats.
Van de amateurs mocht alleen Matsuyama in het weekend nog meedoen, hij speelde 72-73. De cut wordt bepaald door de beste 44 spelers en ties en alle spelers die minder dan tien slagen achter de leider staan. Hij lag dit toernooi op +1, wat laag is voor de Masters. Er waren 49 professionals overgebleven voor het weekend.

### Ronde 3
De eerste positie van de 21-jarige Rory McIlroy kwam niet in gevaar. Op hole 10 maakte hij zijn tweede bogey, daarna stond hij steeds minimaal drie slagen voor op nummer 2.

### Ronde 4
Charl Schwartzel begon met een birdie op hole 1 en een eagle op hole 3 terwijl McIlroy op hole 1 een bogey maakte. Dit bracht beiden op -11. Vier holes voor hen speelde TIger Woods, die op holes 8 een eagle maakte en naar -10 ging. Na McIlroy's bogey op hole 5 stonden de drie leiders allen op -10.
Rory McIlroy stond na 9 holes op -10, vier spelers stonden op dat moment op -9: Luke Donald, Ángel Cabrera, KJ Choi en Tiger Woods. McIlroy verloor daarna in twee holes zeven slagen en eindigde op de 15de plaats. Op hole 10 kwam zijn afslag via enkele bomen in de tuin van de Butler Cabin, waar altijd de prijsuitreiking plaatsvindt.
Charl Schwartzel eindigde met vier birdies en won met -14 zijn eerste groene blazer. Matsuyama kreeg als beste amateur de zilveren trofee.
| Naam                  | Score R1 | Score R1 | Stand | Score R2 | Score R2 | Totaal | Stand | Score R3 | Score R3 | Totaal | Stand | Score R4 | Score R4 | Totaal | Stand |
| --------------------- | -------- | -------- | ----- | -------- | -------- | ------ | ----- | -------- | -------- | ------ | ----- | -------- | -------- | ------ | ----- |
| Charl Schwartzel      | 69       | -3       | T7    | 71       | -1       | -4     | T12   | 68       | -4       | -8     | T2    | 66       | -6       | -14    | 1     |
| Jason Day             | 72       | par      | T51   | 64       | -8       | -8     | 2     | 72       | par      | -8     | T2    | 68       | -4       | -12    | T2    |
| Adam Scott            | 72       | par      | T51   | 70       | -2       | -2     | T20   | 67       | -5       | -7     | T6    | 67       | -5       | -12    | T2    |
| Tiger Woods           | 71       | -1       | T28   | 66       | -6       | -7     | T3    | 74       | +2       | -5     | T9    | 67       | -5       | -10    | T4    |
| Geoff Ogilvy          | 69       | -3       | T7    | 69       | -3       | -6     | T5    | 73       | +1       | -5     | T9    | 67       | -5       | -10    | T4    |
| Luke Donald           | 72       | par      | T51   | 68       | -4       | -4     | T12   | 69       | -3       | -7     | T6    | 69       | -3       | -10    | T4    |
| Ángel Cabrera         | 71       | -1       | T28   | 70       | -2       | -3     | T18   | 67       | -5       | -8     | T2    | 71       | -1       | -9     | T7    |
| Bo Van Pelt           | 73       | +1       | T67   | 69       | -3       | -2     | T20   | 68       | -4       | -6     | 8     | 70       | -2       | -8     | T8    |
| K J Choi              | 67       | -5       | T3    | 70       | -2       | -7     | T3    | 71       | -1       | -8     | T2    | 72       | par      | -8     | T8    |
| Ryan Palmer           | 71       | -1       | T28   | 72       | par      | -1     | T30   | 69       | -3       | -4     | T19   | 70       | -2       | -5     | T11   |
| Steve Stricker        | 72       | par      | T51   | 70       | -2       | -2     | T20   | 71       | -1       | -3     | T18   | 70       | -2       | -5     | T11   |
| Edoardo Molinari      | 74       | +2       | T71   | 70       | -2       | par    | T37   | 69       | -3       | -3     | T18   | 70       | -2       | -5     | T11   |
| Lee Westwood          | 72       | par      | T51   | 67       | -5       | -5     | T7    | 74       | +2       | -3     | T18   | 70       | -2       | -5     | T11   |
| Trevor Immelman       | 69       | -3       | T7    | 73       | +1       | -2     | T20   | 73       | +1       | -1     | T30   | 69       | -3       | -4     | T15   |
| Brandt Snedeker       | 69       | -3       | T7    | 71       | -1       | -4     | T12   | 74       | +2       | -2     | T24   | 70       | -2       | -4     | T15   |
| Fred Couples          | 71       | -1       | T28   | 68       | -4       | -5     | T7    | 72       | par      | -5     | T9    | 73       | +1       | -4     | T15   |
| Ross Fisher           | 69       | -3       | T7    | 71       | -1       | -4     | T12   | 71       | -1       | -5     | T9    | 73       | +1       | -4     | T15   |
| Rory McIlroy          | 65       | -7       | T1    | 69       | -3       | -10    | 1     | 70       | -2       | -12    | 1     | 80       | +8       | - 4    | T15   |
| Ricky Barnes          | 68       | -4       | T5    | 71       | -1       | -5     | T7    | 75       | +3       | -2     | T24   | 71       | -1       | -3     | T20   |
| Y E Yang              | 67       | -5       | T3    | 72       | par      | -5     | T7    | 73       | +1       | -4     | T14   | 73       | +1       | -3     | T20   |
| Jim Furyk             | 72       | par      | T51   | 68       | -4       | -4     | T12   | 74       | +2       | -2     | T24   | 72       | par      | -2     | T24   |
| David Toms            | 72       | par      | T51   | 69       | -3       | -3     | T18   | 73       | +1       | -2     | T24   | 72       | par      | -2     | T24   |
| Gary Woodland         | 69       | -3       | T7    | 73       | +1       | -2     | T20   | 74       | +2       | par    | T38   | 70       | -2       | -2     | T24   |
| Alvaro Quiros         | 65       | -7       | T1    | 73       | +1       | -6     | T5    | 75       | +3       | -3     | T18   | 74       | +2       | -1     | T27   |
| Phil Mickelson        | 70       | -2       | T24   | 72       | par      | -2     | T20   | 71       | -1       | -3     | T18   | 74       | +2       | -1     | T27   |
| Hideki Matsuyama (AM) | 72       | par      | T51   | 73       | +1       | +1     | T42   | 68       | -4       | -3     | T18   | 74       | +2       | -1     | T27   |
| Matt Kuchar           | 68       | -4       | T5    | 75       | +3       | -1     | T30   | 69       | -3       | -4     | T14   | 75       | +3       | -1     | T27   |
| Sergio García         | 69       | -3       | T7    | 71       | -1       | -4     | T12   | 75       | +3       | -1     | T30   | 73       | +1       | par    | T35   |
| Bubba Watson          | 73       | +1       | T67   | 71       | -1       | par    | T37   | 67       | -5       | -5     | T9    | 78       | +6       | +1     | T38   |
| Rickie Fowler         | 70       | -2       | T24   | 69       | -3       | -5     | T7    | 76       | +4       | -1     | T30   | 74       | +2       | +1     | T38   |
| Nick Watney           | 72       | par      | T51   | 72       | par      | par    | T37   | 75       | +3       | +3     | T46   | 71       | -1       | +4     | 46    |

- Live leaderbord
- Drma voor McIlroy[dode link]

Acht spelers die nooit eerder op de Masters hadden gespeeld, kwalificeerden zich voor het weekend, twaalf haalden de cut niet.
De top-16 van dit jaar worden volgend jaar weer uitgenodigd.

## De spelers
| Voormalige winnaars - Ángel Cabrera - Fred Couples - Ben Crenshaw - Trevor Immelman - Zach Johnson - Sandy Lyle - Phil Mickelson - Larry Mize - José María Olazabal - Mark O'Meara - Vijay Singh - Craig Stadler - Tom Watson - Mike Weir - Tiger Woods - Ian Woosnam Laatste 5 winnaars US Open - Lucas Glover - Graeme McDowell - Geoff Ogilvy Laatste 5 winnaars Brits Open - Stewart Cink - Pádraig Harrington - Louis Oosthuizen Laatste 5 winnaars US PGA - Martin Kaymer - Y E Yang | Laatste 3 winnaars Players Championship - Tim Clark - Sergio García - Henrik Stenson Top-16 Masters 2010 - Ricky Barnes - K. J. Choi - Miguel Ángel Jiménez - Jerry Kelly - Anthony Kim - Hunter Mahan - Steve Marino - Ryan Moore - Ian Poulter - David Toms - Nick Watney - Lee Westwood Top-8 US Open 2010 - Alex Cejka - Ernie Els - Grégory Havret - Dustin Johnson - Matt Kuchar - Davis Love III - Brandt Snedeker Top-4 Brits Open 2010 - Paul Casey - Rory McIlroy | Top-4 US PGA - Bubba Watson Top-30 PGA Ranglijst 2010 - Robert Allenby - Ben Crane - Jason Day - Luke Donald - Rickie Fowler - Jim Furyk - Retief Goosen - Bill Haas - Charley Hoffman - Jeff Overton - Ryan Palmer - Justin Rose - Adam Scott - Heath Slocum - Steve Stricker - Bo Van Pelt - Camilo Villegas Top-50 World Ranking 2010 - Ross Fisher - Hiroyuki Fujita - Peter Hanson - Yuta Ikeda - Ryo Ishikawa - Robert Karlsson - Kyung-tae Kim - Edoardo Molinari | - Francesco Molinari - Sean O'Hair - Alvaro Quiros - Charl Schwartzel PGA Tour winnaars na Masters '10 - Stuart Appleby - Arjun Atwal - Aaron Baddeley - Jason Bohn - Jonathan Byrd - Carl Pettersson - D.A. Points - Jhonattan Vegas - Mark Wilson - Gary Woosland Spelers van Tour Championship 2010 - Martin Laird - Kevin Na - Kevin Streelman Top-50 World Ranking op 3 april 2011 - Anders Hansen Laatste Winnaars US Amateur - Ryan Moore (2004) - Ricky Barnes (2002) Finalisten US Amateur - David Chung (2010) 2010 winnaars: - Jin Jeong (Brits Amateur) - Peter Uihlein (US-Amateur) - Hideki Matsuyama (Asian Amateur) |